# Virgil Ianțu
Virgil Ianțu (pe numele real Virgil Gătăianțu; n. 20 februarie 1971, Timișoara, România) a fost un cântăreț și prezentator român. Virgil Ianțu a fost prezentatorul multor emisiuni de pe postul român de televiziune Prima TV  precum: Vrei să fii miliardar?, Copiii spun lucruri trăsnite și Te crezi mai deștept?. Membru al Corului de Cameră Madrigal 1990-1999 solist, membru al formației The Fifties (principalul solist fiind Ștefan Bănică Jr.), Ianțu furniza backing-vocals. În prezent, Ianțu prezintă la TVR 1 emisiunea Câștigă România!.
Din 2013 își continuă cariera de cântăreț, cântând inițial o piese a lui Nicu Alifantis, Ce bine că ești, prin amabilitatea Universal Music România, sau alte coveruri din Cultura României.

## Biografie
Născut în Timișoara, a absolvit Colegiul Național de Artă "Ion Vidu", urmând apoi Universitatea Națională de Muzică București, pe care a absolvit-o în 1995. În următorul an a fost admis în Corul Madrigal , mai precis din 1990-1999.
Ianțu își începe cariera cântând în Corul de Cameră Madrigal, în trupa “The 50’s” , 1995-2004, cu care câștigă la Mamaia, în 1998, locul 3, la secțiunea creație, cu cântecul lui Petru Mărgineanu, "Fiecare zi". Următorii ani au fost un prilej pentru carieră în radio, prezentând emisiuni din 1999-2000, la Stația de Radio București. În 2000, acesta debutează în televiziune când în România este difuzată pentru prima dată emisiunea "Vrei să fii milionar?", un game show cu 4 vieți, care se succed în funcție de răspunsurile corecte ale participanților, Virgil încercând de multe ori să intimideze concurenții săi, dar în aceeași măsură îi ajută pe cei care jucau corect.
După acest succes, au urmat și alte emisiuni în care acesta este amfitrion : Copii spun lucruri trăsnite, [:en:Are You Smarter than a 5th Grader? (U.S. game show) Te crezi mai deștept?], Megastar, sau Big Brother, cu toate emisiuni cu ratinguri foarte ridicate. Ca filantropist , s-a alăturat unor cauze umanitare, după cum urmează:
- Federația Organizațiilor Neguvernamentale pentru Copil – FONPC- Lansarea Platformei Naționale pentru Educație (2013- prezent)[18][19]
- 2% salvează vieți (2011-prezent), alături de Tudor Chirilă, Cabral, Andreea Raicu, campania umanitară dorește redirecționarea a 2% din impozitul pe venit pentru crearea primului Centru de Excelență în Tratatea Cancerului la Copii.[20]
- Telefonul Copilului- Un apel pierdut (2011-prezent), o copilărie pierdută, alături de Gabriela Cristea, Simona Pătruleasa, Silvia Ioniță, Raluca Moianu, o campanie umanitară făcută cu scopul de a strânge fonduri pentru copiii aflați în dificultate care apelează Telefonul Copilului.[21][22]
- Earth Hour (2009-prezent), alături de Dan Fințescu, Zoli Toth[23][24][25]
- Recycle, Raft & Race (2009-prezent), alături de Amalia Enache, Cabral, Andreea Răducan, Iulia Vântur, Malvina Cervenski[26] fiind un program de formare de tineri lideri care să mobilizeze voluntari de mediu în comunitățile lor și să organizeze propriile acțiuni de ecologizare. Acițunea a fost organizată de Heineken.[27]
- Atenție, Copii Online (2008-prezent), alături de Aurora Liiceanu, o campanie de conștientizare a importanței calității utilizării internetului de către copii
- Hospice Casa Speranței, proiect desfășurat în 2013 la Semimaratonul Internațional București (19 mai) și la Maratonul Internațional București (5-6 octombrie) pentru a încerca să stabilească un nou record de generozitate – cel mai mare număr de alergători care susțin o cauză nobilă în competițiile de alergare din România.[28][29] A dublat de altfel, și vocea lui Bolt din filmul cu același nume în 2008, alături de Mihaela Rădulescu, și Dani Oțil.[30]

## Copilăria și primele contacte cu muzica (1971 — 2000)
Născut la Timișoara, Virgil Ianțu crește într-o familie modestă, având un frate, Florin Gătăianțu. Acesta își amintește cu bucurie clipele copilăriei, precizând că după ce a absolvit Liceul de Muzică din Timișoara, dorește să renunțe la cursurile de vioară, pentru Corul Madrigal, în acea perioadă dirijor fiind, regretatul Marin Constantin.
|  | Eram cu mama, am amintirea asta foarte bine întipărită în mintea mea, (aveam 5 ani), la Colegiul Național de Artă "Ion Vidu". Era un profesor de pian, care dădea tonul, trebuia să îl recunoști cu vocea ta. Când să ne pregătim să plecăm, m-a felicitat, și exact în acel moment, profesoara i-a propus mamei mele, să aplic la cursurile teoretice pentru preșcolari, profesoara insistând de asemenea, să mă învețe vioară, cu condiția să mă înscriu la clasa ei. Acesta a fost doar începutul, am muncit mult, și am intrat la Corul Madrigal, trebuia să plătesc 70.000 lei, echivalentul unei Dacia, în vremea aceea. |
Acesta își amintește cu nostalgie acele vremuri: "Este greu de explicat nivelul la care se lucra atunci, foarte profesional, câtă rigoare și frumusețe..."

## Debutul în televiziunea și profesia de vedetă TV (2000 — prezent)
Virgil debutează în lumina reflectoarelor , în anii 2000, despre primul său contact cu televiziunea acesta spunând:"Am ajuns în lumea televiziunii dintr-o pură întâmplare, una fericită, fiindcă am întâlnit persoane care m-au ajutat, stând aproape lângă ei, am învățat să îmi pese de aceia, de la care mereu am primit câte ceva. De fapt, cel mai frumos cadou pe care l-am primit de la o colegă a fost, păpușa mea Barbie, Jasmina, de fapt păpușa noastră Barbie."
A început prin a prezenta game show-ul "Vrei să fii miliardar?", premiul cel mare fiind câștigat de Mihai Popa. Ulterior, în 2003, prezintă Star Factory,concurs care urmărește evoluția pe 4 săptămâni a câte unui concurent, care sunt nominalizați de către juriu pentru părăsirea academiei, profesorii Academiei, salvându-i până înspre final, când ultimii doi rămași, sunt votați de public, în finală trebuind să se califice șase concurenți, conform regulamentului concursului, trei dintre ei, având asigurată o carieră de cântăreț. Showul a fost prezentat de către Laura Iordache, în concurs fiind de asemenea cooptat Soso, câștigătorul Big Brother. Un an mai târziu, prezintă 70's show, unde sunt invitați cântăreți, vedete de televiziune, sportivi etc.
O alegere bună pentru cariera prezentatorului este emisiunea "Te crezi mai deștept?", emisiune ce urmează copii de clasa a 5-a , ce se grupează în echipe, din fiecare echipă jucând doar un concurent, care va trebui să răspundă la 10 întrebări (plus un bonus). Concursul urmărește întrebări, din manualele școlare, două din fiecare clasă de la clasa I-a, la clasa a V-a. În 2011, reia showul care l-a consacrat, la Kanal D, denumit "Vrei să fii milionar?", care a durat doar un an.

## Actor
- Ghinionistul (2017) – domnul Dinu

## Dublaj de voce
- Ratatouille (2007): prezentator TV[38]
- Bolt (2008): vocea lui Bolt[39]
- Familia Robinson (2007): vocea antrenorului
- Dl. Peabody și Sherman (2014): Dl. Peabody
- Noile Aventuri ale lui Winnie de Pluș (1991): Interpret melodie generic

## Distincții și premii obținute
1. 2001- Premiul pentru "Cea mai spectaculoasă ascensiune", Premiul "Cea mai bună emisiune concurs" ,ambele cu emisiunea "Vrei să fii miliardar ?" din partea TV Mania
2. 2001- Premiul II pentru "Cea mai bună emisiune cu buget mic" acordat emisiunii "Copiii spun lucruri trăsnite" din partea Cannes
3. 2001- Premiul pentru "Cea mai bună prestație într-o emisiune pentru copii", acordat de CNA
4. 2001- Premiul "Prezentator vedetă", acordat de APTR
5. 2001- Premiul "Stil masculin de vedetă", acordat de Pantene
6. 2002- Premiul pentru "Popularitate", acordat de Revista V.I.P din Republica Moldova
7. 2002- Premiul I pentru "Cea mai bună emisiune cu buget mic" ; Premiul I pentru "Cea mai bună adaptare după un format original" cu emisiunea "Copiii spun lucruri trăsnite", din partea Cannes[40]
8. 2002- Premiul pentru "Cel mai sexy star TV" cu emisiunea "Vrei să fii milionar?"; Premiul "Cea mai bună emisiune concurs”, din partea TV Mania[41]
9. 2002- Premiul Beau Monde: Globul de Cristal, din partea Beau Monde România
10. 2003- Premiul “Cel mai iubit om de televiziune”
11. 2003 - Premiul pentru "Cel mai sexy star TV" cu emisiunea "Vrei să fii miliardar?"; Premiul "Cea mai bună emisiune concurs", din partea TV Mania
12. 2003- Premiul pentru "Audiență și Popularitate", din partea APTR
13. 2004- Premiul "Cea mai bună emisiune concurs” cu emisiunea "Vrei să fii milionar?”, din partea TV Mania[42]